# Felicity Huffman
Felicity Kendall Huffman (sinh 9 tháng 12 năm 1962) là một nữ diễn viên Mỹ. Bà nổi tiếng với vai diễn Lynette Scavo trong loạt phim truyền hình giành giải Emmy, Desperate Housewives. Vai diễn một người đàn ông chuyển đổi giới tính trong Transamerica cũng được giới phê bình đánh giá cao và đem lại cho bà một đề cử Oscar.

## Thời niên thiếu
Huffman sinh ra tại Bedford, New York, là con gái của Grace Valle Ewing, một nữ diễn viên và Moore Peters Huffman, một ông chủ ngân hàng. Cha mẹ li dị khi bà được 1 tuổi và bà Ewing giành quyền nuôi con. Bà có 6 chị em gái và một anh trai, Moore. Bà nhập học tại The Putney School tại Putney, Vermont và tốt nghiệp Học viện nghệ thuật Interlochen ở Michigan. Sau trung học, bà tới Đại học New York và lấy bằng cử nhân Nghệ thuật tạo hình trong kịch nghệ năm 1988.

## Sự nghiệp
Huffman nổi tiếng với vai diễn trong Desperate Housewives và Transamerica. Trên truyền hình, bà đóng vai chính Dana Whitaker trong Sports Night, và là khách mời trong Frasier, The X-Files, The West Wing và Studio 60 on the Sunset Strip.
Năm 2001 bà xuất hiện trên phim điện ảnh làm cho truyền hình Snap Decision cùng với Mare Winningham. Huffman cũng tham gia những phim điện ảnh như Raising Helen và Christmas with the Kranks. Năm 2003 bà là diễn viên chính trong loạt phim Out of Order.
Huffman dành một giải Emmy cũng như hai Giải SAGA cho vai diễn trong Desperate Housewives. Diễn xuất của Huffman trong Transamerica cũng được hoan nghênh và nhận được một Quả cầu vàng cho nữ chính cùng với đề cử Giải SAGA và Oscar nữ chính. Huffman cũng là một thành viên bỏ phiếu của AMPAS.. Huffman cũng là đồng tác giả của cuốn sách cẩm nang A Practical Handbook for the Boyfriends. Bà là nữ diễn viên duy nhất xuất hiện đồng thời trong cả ba chương trình truyền hình của Âron Sorkin (Sports Night, The West Wing và Studio 60 on the Sunset Strip).
23 tháng 6 năm 2008, Huffman và chồng William H. Macy được công bố trong danh sách được gắn sao trên Đại lộ danh vọng Hollywood năm 2009.
Felicity Huffman đang có dự định trở lại New York và Broadway.

## Đời sống
Huffman kết hôn với diễn viên William H. Macy năm 1997 và có cùng ông hai con gái Sofia Grace (1 tháng 8 năm 2000) và Georgia Grace (14 tháng 3 năm 2002). Vợ chồng bà đã tham gia cùng nhau trong nhiều chương trình phim và truyền hình, và thường được biết đến với biệt danh "Filliam H. Muffman", một kiểu ghép tên quen thuộc dành cho những cặp đôi nổi tiếng, như "Bennifer" (Jennifer Lopez & Ben Affleck, "Brangelina" (Brad Pitt & Angelina Jolie) và "TomKat" (Tom Cruise & Katie Holmes).
Năm 2005, Huffman tiết lộ rằng bà đã từng trải qua cả bệnh chán ăn và bệnh cuồng ăn từ năm 18, 19 tuổi cho đến tận gần 30 tuổi. Trong những lúc bệnh cuồng ăn lên cao độ, bà phải xổ ruột 6 lần trong một ngày. Khi cân nặng lên tới 98 pao thì triệu chứng mới chấm dứt, và bà phải đi bộ để giảm cân. Huffman cùng nổi tiếng với khiếu hài hước tự châm chích bản thân và luôn tin rằng mình "không xinh đẹp".
Bà là một người hâm mộ cuồng nhiệt Tina Turner và mơ ước trở thành một ca sĩ. Khi Huffman được mời trong talkshow Oprah Winfrey, Oprah đã gây bất nhờ cho bà với sự xuất hiện của khách mời Tina Turner và hai người đã cùng nhau song ca một bài.
Tháng 3 năm 2019, Felicity Huffman nằm trong nhóm 50 người bị truy tố do có dính líu đến một vụ gian lận thi đại học bê bối nhất từng bị phanh phui tại Mỹ với quy mô 25 triệu USD. Felicity Huffman đã hối lộ tiền để chạy cho con vào các trường đại học danh giá ở Hoa Kỳ.

## Phim tham gia
| Năm         | Phim                          | Vai diễn                           | Chú thích |
| ----------- | ----------------------------- | ---------------------------------- | --- |
| 1988        | Things Change                 | The Wheel of Fortune Girl          | |
| 1990        | Reversal of Fortune           | Minnie, Dershowitz's Student Staff | |
| 1991        | Golden Years                  | Terry Spann                        | TV Series |
| 1993        | The X-Files                   | Tiến sĩ Nancy Da Silva             | "Ice (phần II)" |
| 1995        | Hackers                       | Luật sư                            | |
| 1997        | Law & Order                   | Vai khách mời                      | |
| 1997        | The Spanish Prisoner          | Pat McCune                         | |
| 1998 - 2000 | Sports Night                  | Dana Whitaker                      | TV |
| 1999        | A Slight Case of Murder       | Kit Wannamaker                     | |
| 1999        | Magnolia                      | Cynthia                            | |
| 2001        | The Heart Department          | Bác sĩ Liza Peck                   | |
| 2001        | The West Wing                 | Ann Stark                          | "The Leadership Breakfast" |
| 2001        | Snap Decision                 | Carrie Dixon                       | |
| 2002        | Path to War                   | Lady Bird Johnson                  | |
| 2003        | Out of Order                  | Lorna Colm                         | Đề cử — Giải Satellite |
| 2003        | Frasier                       | Julia Wilcox                       | 8 phần |
| 2003        | House Hunting                 | Sheila                             | |
| 2004        | The D.A.                      | Charlotte Ellis                    | 3 phần |
| 2004        | Raising Helen                 | Lindsay Davis                      | |
| 2004        | Reversible Errors             | Judge Gillian Sullivan             | |
| 2004        | Christmas with the Kranks     | Merry                              | |
| 2004 - nay  | Desperate Housewives          | Lynette Scavo                      | |
| 2005        | Transamerica                  | Sabrina 'Bree' Osbourne            | Liên hoan phim quốc tế Bangkok Giải Quả cầu vàng cho nữ diễn viên phim chính kịch xuất sắc nhất Giải của Ban quốc gia xem xét phim điện ảnh cho nữ diễn viên chính xuất sắc nhất Giải PFCS cho nữ diễn viên chính xuất sắc nhất Giải Vệ tinh cho nữ diễn viên xuất sắc nhất Đề cử — Giải Oscar nữ diễn viên chính xuất sắc nhất Đề cử — Giải BFCA cho nữ diễn viên chính xuất sắc nhất Đề cử — Giải của Hiệp hội phê bình phim Chicago cho nữ diễn viên chính xuất sắc nhất |
| 2006        | Studio 60 on the Sunset Strip | Bản thân                           | |
| 2007        | Georgia Rule                  | Lilly                              | |
| 2008        | Phoebe in Wonderland          | Hillary Lichten                    | |
| 2009        | Come Back to Sorrento         |                                    | |
| 2010        | The Politician's Wife         |                                    | |

## Giải thưởng và đề cử khác
Giải Quả cầu vàng
- 2000: Đề cử -- Sports Night
- 2005: Đề cử -- Desperate Housewives
- 2006: Đề cử -- Desperate Housewives
- 2007: Đề cử -- Desperate Housewives

Giải Emmy
- 2007: Đề cử -- Desperate Housewives
- 2005: Thắng -- Desperate Housewives

Giải OBIE
- 1994-95: Thắng

Giải của Nghiệp đoàn diễn viên màn ảnh
- 2000: Đề cử -- Sports Night
- 2005: Thắng -- Desperate Housewives
- 2006: Thắng -- Desperate Housewives
- 2006: Thắng -- Desperate Housewives
- 2007: Đề cử -- Desperate Housewives
- 2007: Đề cử -- Desperate Housewives

### Vinh danh
- 2009: Felicity Huffman nằm trong danh sách gắn sao trên Đại lộ danh vọng Hollywood mặc dù điều này đã được công bố năm 2008.